# Guaraí
Guaraí est une municipalité brésilienne située dans l'État du Tocantins.